# Сарнови
Сарнови (пол. Sarnowy) — село в Польщі, у гміні Косьцежина Косьцерського повіту Поморського воєводства.
Населення — 220 осіб (2011).

## Демографія
Демографічна структура станом на 31 березня 2011 року:
|          | Загалом | Допрацездатний вік | Працездатний вік | Постпрацездатний вік |
| -------- | ------- | ------------------ | ---------------- | -------------------- |
| Чоловіки | 113     | 36                 | 73               | 4                    |
| Жінки    | 107     | 20                 | 74               | 13                   |
| Разом    | 220     | 56                 | 147              | 17                   |